# Levellerek
A levellerek radikális angol köztársaságpártiak voltak. Főleg az 1640-es években játszottak fontos politikai szerepet. Vezetőjük John Lilburne, John Wildman és William Walwyn volt. A levellerek (nevük jelentése: egyenlősítők) a vallás- és a szólásszabadságért, szélesebb körű szavazati jogokért, valamint a monarchia és az arisztokrácia jogainak eltörléséért harcoltak. Eleinte London szegény rétegeire támaszkodtak, de 1647-re Oliver Cromwell híres hadseregében, Az Új Minta Hadseregben is számos hívet szereztek maguknak. Az ezredek képviselői, az ún. agitátorok találkoztak Cromwell-lel és a hadsereg magas rangú katonáival, de mivel a nézeteltéréseket nem sikerült megoldaniuk, a levellerek fellázadtak. Amikor 1649-ben újabb lázadás tört ki, Cromwell leverte a mozgalmat.